# Bartosz Kizierowski

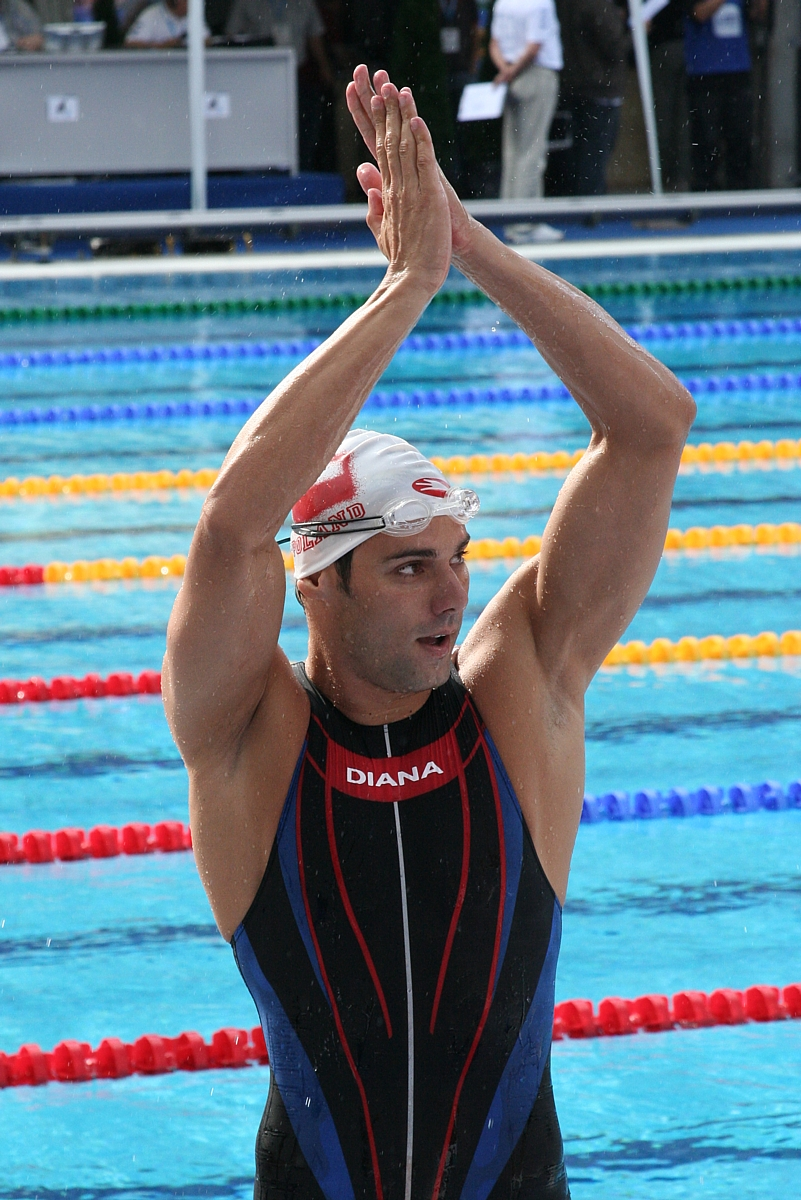
Bartosz Kizierowski 2006

Bartosz Kizierowski (* 20. Februar 1977 in Warschau) ist ein polnischer Schwimmer.
Kizierowski startete erstmals international bei den Junioreneuropameisterschaften 1993 und gewann gleich zwei Bronzemedaillen über 100 und 200 m Rücken. Bei den Senioren wechselte er dann allerdings auf die kurzen Freistilstrecken und nahm erstmals 1996 an Olympischen Spielen in Atlanta teil. Über 100 m Freistil kam er dort bis ins Halbfinale.
In Medaillennähe kam er bei internationalen Wettbewerben erstmals 1999 bei den Europameisterschaften. Er wurde jeweils Vierter über 50 und 100 m Freistil. Auch bei seinen zweiten Olympischen Spielen 2000 in Sydney wurde er Fünfter über 50 m Freistil und bei seiner Rückkehr zur Rückendisziplin Fünfter über 100 m.
Bei den Europameisterschaften 2002 in Berlin gewann er dann seine ersten Medaillen: Europameister über 50 m Freistil und Bronzemedaille über 50 m Rücken. Die Weltmeisterschaften 2003 in Barcelona und die Olympischen Spiele 2004 in Athen waren dann allerdings Enttäuschungen. In Athen kam er über 50 m Freistil, mittlerweile seine Spezialstrecke, nicht über das Halbfinale hinaus.
Sein größter Erfolg war dann neben dem Europameistertitel von 2000 bei den Schwimmweltmeisterschaften 2005 in Montréal die Bronzemedaille über 50 m Freistil. Bei den Schwimmeuropameisterschaften 2006 in Budapest konnte er dann seinen Erfolg von 2000 wiederholen und wurde erneut Europameister.
Bartosz Kizierowski lebt und studiert in Berkeley, Kalifornien.